# Christian England
Pour les articles homonymes, voir England.
Christian England, né le 26 septembre 1981 à Barnsley en Angleterre, est un pilote automobile anglais.
Il a remporté le championnat pilote European Le Mans Series en 2016 dans la catégorie LMP3.

## Palmarès

### European Le Mans Series
| Année | Écurie            | Châssis      | Moteur                      | Classe | 1                | 2                | 3               | 4                | 5                | 6                 | Position | Points |
| ----- | ----------------- | ------------ | --------------------------- | ------ | ---------------- | ---------------- | --------------- | ---------------- | ---------------- | ----------------- | -------- | ------ |
| 2016  | United Autosports | Ligier JS P3 | Nissan VK50VE 5,0 l V8 Atmo | LMP3   | SIL gén:11 cls:1 | IMO gén:14 cls:1 | RBR gén:9 cls:1 | LEC gén:14 cls:3 | SPA gén:11 cls:2 | EST gén:20 cls:11 | 1re      | 109.5  |
| 2017  | United Autosports | Ligier JS P3 | Nissan VK50VE 5.0 L V8 Atmo | LMP3   | SIL gén:13 cls:3 | MON gén:14 cls:4 | RBR Abd.        | LEC Abd.         | SPA gén:16 cls:5 | POR gén:11 cls:1  | 3e       | 63     |
| 2019  | United Autosports | Ligier JS P3 | Nissan VK50VE 5.0 L V8 Atmo | LMP3   | LEC gén: cls:    | MON gén: cls:    | BAR gén: cls:   | SIL gén: cls:    | SPA gén: cls:    | ALG gén: cls:     |          |        |

### British LMP3 Cup
| Année | Écurie            | Châssis      | Moteur                      | Classe | 1     | 2        | 3   | 4   | 5   | 6   | 7     | 8     | 9     | 10    | 11    | 12    | Position | Points |
| ----- | ----------------- | ------------ | --------------------------- | ------ | ----- | -------- | --- | --- | --- | --- | ----- | ----- | ----- | ----- | ----- | ----- | -------- | ------ |
| 2017  | United Autosports | Ligier JS P3 | Nissan VK50VE 5.0 L V8 Atmo | LMP3   | DON 6 | DON Abd. | BRH | BRH | SPA | SPA | SIL 3 | SIL 3 | SNE 3 | SNE 1 | DON 5 | DON 5 | 4e       | 132    |

### Michelin Le Mans Cup
| Année | Écurie            | Châssis      | Moteur                      | Classe | 1      | 2      | 3    | 4     | 5     | 6      | Position | Points |
| ----- | ----------------- | ------------ | --------------------------- | ------ | ------ | ------ | ---- | ----- | ----- | ------ | -------- | ------ |
| 2016  | United Autosports | Ligier JS P3 | Nissan VK50VE 5.0 L V8 Atmo | LMP3   | IMO    | RTLM 2 | RBR  | LEC   | SPA   | EST    |          |        |
| 2018  | United Autosports | Ligier JS P3 | Nissan VK50VE 5.0 L V8 Atmo | LMP3   | LEC 12 | MON 17 | RTLM | RBR 1 | SPA 5 | POR 10 | 20e      | 12.5   |

### Asian Le Mans Series
| Année     | Ecurie            | Châssis      | Moteur                      | Classe | 1   | 2               | 3   | 4   | Position | Points |
| --------- | ----------------- | ------------ | --------------------------- | ------ | --- | --------------- | --- | --- | -------- | ------ |
| 2018-2019 | United Autosports | Ligier JS P3 | Nissan VK50VE 5.0 L V8 Atmo | LMP3   | SHA | FUJ gén:7 cls:1 | THA | SEP | 8e       | 25     |